# Fort Rotterdam

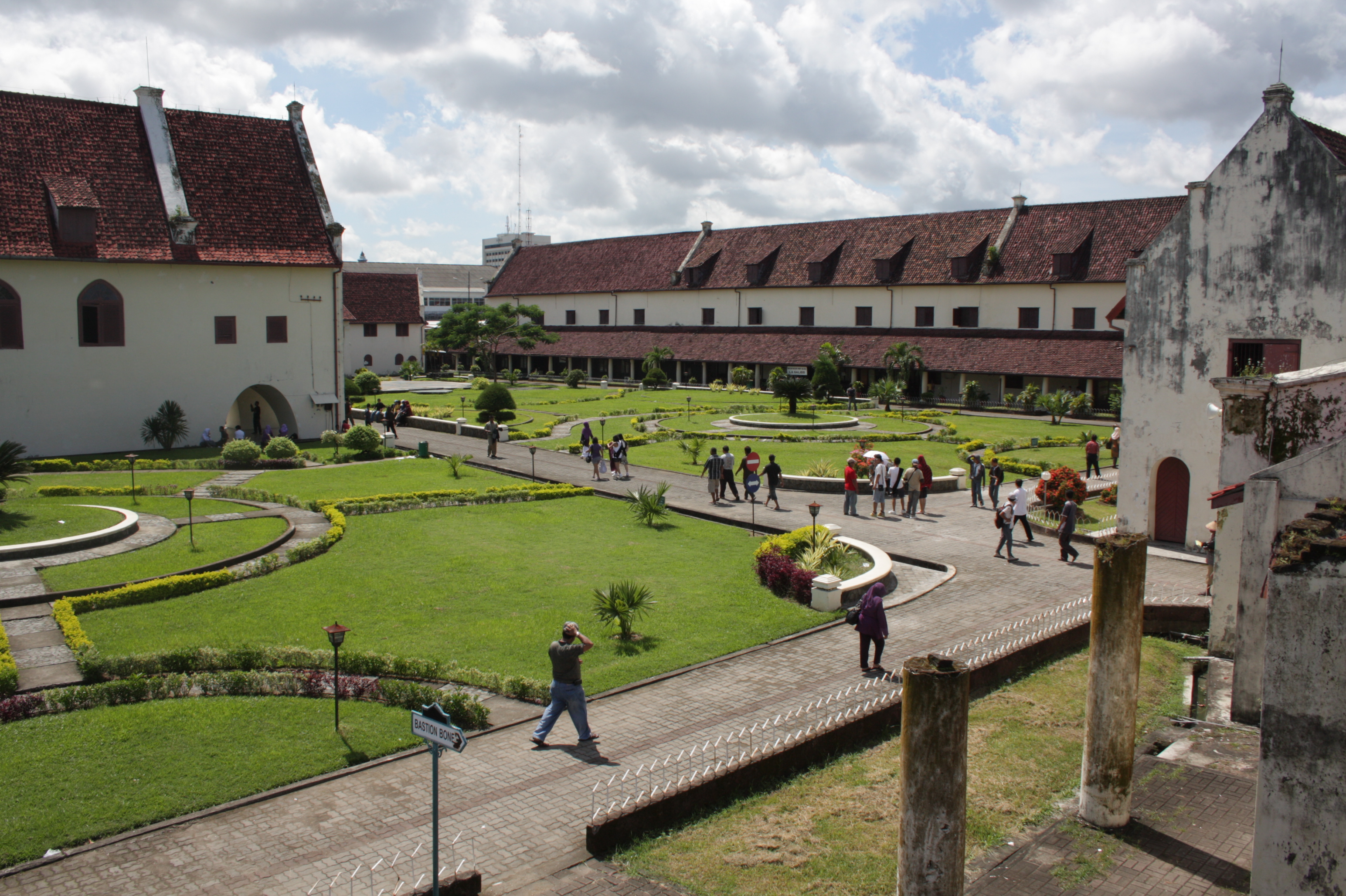
Das Innere des Fort Rotterdam in Makassar, Süd-Sulawesi.

Fort Rotterdam ist eine niederländische Festung in Makassar, Süd-Sulawesi. Ursprünglich wurde sie von König Gowa IX. Karaeng Tumapa'risi' Kallonna aus Lehm erbaut. Im Jahre 1545 ließ der König Gowa X Karaeng Tunipalangga Ulaweng ihre Mauer mit Backsteinen und Bindemitteln aus Eiweiß verstärken. Im Jahre 1634 ließ Sultan Alauddin die Festung mit Steinmauern noch weiter verstärken, wobei die ursprünglich viereckige Festung mit ihren neuen fünf Bastionen die Form einer Meeresschildkröte bekam. Der niederländische Admiral Cornelis Speelman eroberte sie 1667 und benannte sie nach seinem Geburtsort Rotterdam zum Fort Rotterdam um. Sechs Jahre später begann man die Festung weiter zu verstärken, indem man sieben Meter hohe und zwei Meter dicke Mauern errichtete. Darüber hinaus wurden Hofhäuser im holländischen Stil und eine Kirche erstellt.